# Darya Tkachenko
Darya Tkachenko (née le 21 décembre 1983 à Tchystiakove dans l'oblast de Donetsk) est une joueuse de dames russe d'origine ukrainienne et vivant aux Pays-Bas.
Elle a été cinq fois championne du monde féminine (en 2005, 2006, 2008, 2011 et 2024) et deux fois championne d'Europe féminine (en 2004 et 2006) en dames internationales. Aux dames turques, elle a aussi remporté la première édition du championnat du monde féminin en 2016.

## Biographie

### Études
Darya Tkachenko a fait ses études secondaires à Snijne puis a étudié la biologie à l'université nationale Taras-Chevtchenko de Kiev ; elle commence une thèse de doctorat en 2008.

### Parcours au jeu de dames

#### Premières années
Elle commence à pratiquer les dames à l'âge de 10 ans ; elle remporte une médaille de bronze au championnat ukrainien des moins de 19 ans moins de trois ans plus tard. Elle remporte en 1999 et en 2000 le championnat d'Europe des moins de 19 ans, ainsi qu'une troisième place au championnat du monde des moins de 19 ans également en 2000. En 2001 elle remporte le titre, ainsi que celui de championne d'Ukraine senior.

#### Parcours en senior
En 2003 elle remporte de nouveau le championnat ukrainien, puis en 2004 le championnat d'Europe féminin et en 2005 elle cumule les titres de championne d'Europe et de championne du monde féminine.
En plus de ses titres individuels elle a remporté la coupe d'Europe par équipe en 2007 et 2008.